# Secret Weapon (album)
Pour les articles homonymes, voir Secret Weapon.
Albums de MxPx
Let's Rock
(2006)
Secret Weapon est le 9e album du groupe américain MxPx

## Liste des chansons
1. "Secret Weapon" - 2:06
2. "Shut It Down" - 2:59
3. "Here's to the Life" - 2:57
4. "Top of the Charts" - 2:33
5. "Punk Rawk Celebrity" - 2:42
6. "Contention" - 1:16
7. "Angels" - 3:15
8. "Drowning" - 3:50
9. "Chop Shop" - 2:14
10. "You're on Fire" - 3:18
11. "Bass So Low" - 3:37
12. "Sad Sad Song" - 2:44
13. "Never Better Than Now" - 2:47
14. "Biting the Bullet (Is Bad For Business)" - 3:18
15. "Not Nothing" - 3:06
16. "Tightly Wound" (with hidden track "All About Nothing") - 6:29

## Membres du groupe
- Mike Herrera – Chant, Basse
- Tom Wisniewski – Guitare, Chant
- Yuri Ruley – Batterie